# Drage, Metlika
Drage este o localitate din comuna Metlika, Slovenia, cu o populație de 38 de locuitori.